# Lingue caucasiche
Le lingue caucasiche sono un gruppo di lingue parlate nell'area del Caucaso, le quali sono state raggruppate per contiguità geografica, ma non per accertati rapporti di parentela.
La lingua caucasica con il maggior numero di locutori è il georgiano, con circa 7,5 milioni di parlanti. Altre lingue diffuse nell'area caucasica, come l'armeno e l'azero appartengono a famiglie linguistiche diverse e non sono comprese nell'elenco.

## Possibili legami esterni
Ad oggi non è stata fornita nessuna prova definitiva che esista una parentela di qualche tipo tra i tre gruppi di lingue caucasiche (meridionali, nordoccidentali e nordorientali), tuttavia, sono state avanzate diverse ipotesi in proposito.

### Ipotesi nordcaucasica
Alcuni linguisti, tra cui il russo Sergei Starostin, hanno supposto una parentela tra le famiglie delle lingue caucasiche nordoccidentali e caucasiche nordorientali. Tuttavia, le somiglianze sarebbero principalmente tipologiche, mentre le differenze grammaticali sono notevoli e non ancora adeguatamente giustificate, dunque al momento non è possibile ricondurle con sicurezza a un'unica origine.

### Ipotesi ibero-caucasica
Il linguista georgiano Arnold Chikobava ha esteso l'ipotesi nordcaucasica, sostenendo un rapporto di parentela tra quest'ultimo gruppo e quello delle lingue caucasiche meridionali, che collettivamente formerebbero il gruppo delle lingue ibero-caucasiche. Quest'ultimo sarebbe a sua volta imparentato con la famiglia linguistica hurro-urartea, che comprenderebbe anche l'hattico e il kaskeo. Tuttavia, la suddetta ipotesi sarebbe difficile da dimostrare sia per le lingue tuttora esistenti (per le stesse difficoltà riscontrabili nell'ipotesi nordcaucasica) che per le lingue estinte (soprattutto per la scarsità di attestazioni di quest'ultime).

### Ipotesi alarodiana
L'ipotesi alarodiana, proposta dal linguista russo Diakonoff, tenderebbe a raggruppare le lingue caucasiche nordorientali con le lingue hurro-urartee. Il nome è stato proposto a partire da una citazione di Erodoto, che chiama "Alarodiani" gli Urartei, accostandoli ai Colchi e ai Saspiri. Tuttavia, i Colchi e i Saspiri, in genere, sono rispettivamente identificati con gruppi cartvelici e sciti. L'uralicista e indoeuropeista Petri Kallio sostiene che l'ipotesi alarodiana sia promettente, preferendola ad altre teorie omologhe, al contempo affermando che non esiste totale consenso accademico nemmeno sui rapporti interni al gruppo caucasico nordorientale, pertanto ogni ulteriore conclusione sarebbe pura speculazione.

### Ipotesi dene-caucasica
L'ipotesi dene-caucasica riguarda la possibilità di una macroparentela tra un gran numero di gruppi linguistici differenti, tutti discendenti da un'ipotetica lingua proto-dene-caucasica.

## Classificazione

### Lingue caucasiche meridionali
Le lingue caucasiche meridionali, dette anche lingue cartveliche, sono:
- Lingua georgiana [codice ISO 639-3 kat]
- Lingua svan [sva]
- Lingue zan:
  - Lingua mingrelia o megrelia [xmf]
  - Lingua laz [lzz]

### Lingue caucasiche nord-occidentali
Le lingue caucasiche occidentali, spesso indicate come lingue caucasiche nord-occidentali, sono:
- Lingua abcasa [abk]
- Lingua circassa
  - Circasso superiore
    - Lingua cabarda [kbd]
      - Ter Kabard
      - Kuban Kabard

  - Circasso inferiore
    - Lingua adighè [ady]
      - Bzhexo-Temirgoi
      - Šapsug
      - Xakuči

    - Lingua abazina [abq]
      - Abaza
      - Abazo-Temirgoi
- Lingua ubykh [uby] (estinta dal 1992, anno in cui morì l'ultimo parlante, Tevfik Esenç)

### Lingue caucasiche nord-orientali
Le lingue caucasiche orientali, spesso indicate come lingue caucasiche nord-orientali, sono:
- Centro-settentrionali (detto anche nakh o veinakh)
  - Lingua cecena [che]
  - Lingua inguscia [inh]
  - Lingua bats [bbl]
- Nord-orientale (detto anche daghestano)
  - gruppo avar-andi-dido
    - Lingua avara [ava]
    - Lingue andi
      - Lingua andi [ani]
      - Lingua botlikh [bph]
      - Lingua godoberi [gdo]
      - Lingua karata [kpt]
      - Lingua akhvakh [akv]
      - Lingua bagval
      - Lingua tindi [tin]
      - Lingua chamalal [cji]

    - lingue dido (o tsez)
      - Lingua tsez o dido [ddo]
      - Lingua khvarsh
      - Lingua hinukh o ginukh [gin]
      - Lingua bezhta, bezhti o kapuch [kap]
      - Lingua hunzib o gunzib [huz]

  - gruppo lak-dargwa
    - Lingua dargwa [dar]
    - Lingua lak [lbe]

  - gruppo lezghiano
    - Lingua arcia[9] [acq]
    - Lingua tabasarana [tab]
    - Lingua agul [agx]
    - Lingua rutula [rut]
    - Lingua tsakhur [tkr]
    - Lingua budukh [bdk]
    - Lingua khinalug [kjj]
    - Lingua udi [udi]
    - Lingua lesga [lez]
    - Lingua kryts o kryz [kry]